# Simplocaria battandieri
Simplocaria battandieri là một loài bọ cánh cứng trong họ Byrrhidae. Loài này được Peyerimhoff miêu tả khoa học năm 1918.